# Milan Nenadić
Milan Nenadić (ur. 12 sierpnia 1943 w Drenovacu Banskim, zm. 16 stycznia 2024 w Zrenjaninie) – zapaśnik. W barwach Jugosławii brązowy medalista olimpijski z Monachium.
Zawody w 1972 były jego drugimi igrzyskami olimpijskimi, debiutował w 1968. Walczył w stylu klasycznym. Medal wywalczył w kategorii do 82 kilogramów. Sięgnął po srebro mistrzostw świata w 1973 oraz brąz w 1969 i 1970. W mistrzostwach Europy zdobył złoto w 1969 i 1970, srebro w 1968. Na igrzyskach śródziemnomorskich w 1967 zdobył brąz w stylu wolnym. W 1971 zdobył srebro w stylu klasycznym.